# Забытые киноленты
«Забытые киноленты» (англ. Forgotten Silver, «Забытое серебро») — фильм Питера Джексона и Косты Боутса, стилизованный под документальное исследование творчества Колина Маккензи — вымышленного новозеландского кинорежиссёра, одного из пионеров киноискусства, сделавшего в первой трети XX века ряд выдающихся открытий, опередивших своё время. Фильм состоит из фрагментов высказываний о Маккензи его вдовы и современных кинематографистов, а также из архивных киносъёмок, случайно обнаруженных Питером Джексоном через много лет после смерти режиссёра.

## История
Сценарий о вымышленном кинорежиссёре был написал Джексоном и Боутсом совместно. Боутс снял бо́льшую часть «документальных» сцен и интервью, тогда как Джексон режиссировал «архивные» съёмки Маккензи, стилизованные под раннее немое кино. Джексон снял также несколько интервью в Лос-Анджелесе.
Хотя сам сюжет представляет собой мистификацию, в фильме в роли интервьюируемых участвовали и реальные кинематографисты, в том числе сами Джексон и Боутс. Так, там появляются актёр Сэм Нилл, историк кино Леонард Малтин, голливудский продюсер Харви Вайнштейн и другие. В роли самого Колина Маккензи выступил Томас Робинс, впоследствии задействованный Джексоном в роли Деагола во «Властелине колец».
Впервые фильм был показан 28 октября 1995 года по новозеландскому телеканалу TV One, причём он был анонсирован как обычный документальный фильм. Многие зрители далеко не сразу догадались, что речь идёт о вымышленных событиях. Впоследствии фильм демонстрировался на различных кинофестивалях. Он получил высокие оценки зрителей, и на Rotten Tomatoes удерживает одобрительный рейтинг 100 %.

## Сюжет
Колин Маккензи родился в 1888 году на Южном Острове в семье выходцев из Шотландии. С 1900 года, когда юный Колин впервые увидел кино, он был всецело поглощён этим искусством. Ещё мальчиком он сам изготовил свои первые кинокамеры, сначала использовав для вращения плёнки в аппарате велосипедный привод. В дальнейшем Колин совместно с младшим братом Бруком совершенствовал своё мастерство и смог сделать ряд открытий, намного опередивших своё время. Так, он ещё в первые полтора десятилетия XX века первым догадался синхронизировать изображение и отдельно записанный звук, снял первый полнометражный кинофильм (правда, с диалогами на китайском языке), впервые получил на киноплёнке цветное изображение (которое, однако, случайно оказалось с элементами эротики, из-за чего братья были осуждены судом на исправительные работы). Также в марте 1903 года Колин заснял первый в мире полёт на летательном аппарате новозеландца Ричарда Пирса (полёт братьев Райт состоялся только в декабре).
Наконец, Колин и Брук приступили к съёмке монументального фильма о Саломее и Иоанне Крестителе по мотивам библейских сказаний. В актрису Мейбл, отобранную на роль Саломеи, влюбились оба брата, и вскоре она стала женой Брука. В 1915 году Брук, снявший уникальную кинохронику британской армии на фронте Первой мировой войны, был убит под Галлиполи. Через три года Колин возобновил съёмки фильма, однако теперь он задумал создать четырёхчасовую картину с тысячами статистов в построенных ими в новозеландских лесах масштабных декорациях. В 1919 году съёмки начались, однако их преследовали неудачи. В один из сезонов выдалась невероятная жара, в другой раз шли ливни, к тому же из-за дороговизны съёмок быстро кончалось финансирование. Чтобы добыть денег на фильм, Колин снимал комедийные скетчи с комиком Стэном, но затем он нашёл спонсора-миллионера Рекса Соломона в Голливуде. Однако из-за внезапного обвала фондовой биржи Соломон разорился, Колин успел снять только одну сцену. Через местных коммунистов Колин обратился за финансовой помощью к советскому правительству (выдав фильм за иллюстрацию классовой борьбы). Спустя более чем 10-летних съёмок фильм был почти закончен, однако при съёмке последней сцены при родах умерла исполнительница главной роли Мейбл, ставшая к тому времени женой Колина. Не выдержав этой трагедии, Колин не стал отдавать фильм ни СССР, ни бандитам, которые пытались забрать его в возмещение долгов Соломона. Он спрятал фильм и в 1931 году навсегда уехал из страны. Пять лет он провёл в Алжире, страдая от алкоголизма.
В 1936 году Колин уехал в Испанию, где участвовал в гражданской войне в качестве фотокорреспондента на стороне Республиканской армии. В госпитале он познакомился с юной медсестрой Ханной, с которой они поженились. Вскоре он пропал без вести — как выяснилось позже, в 1937 году он был убит в битве при Малаге, что зафиксировала оставленная им кинокамера.
В 1994 году экспедиция под руководством Джексона обнаружила в горных лесах декорации, выстроенные Маккензи к «Саломее», а в тайном подвале — весь отснятый материал. Он был отреставрирован, и в 1995 году состоялась триумфальная премьера фильм «Саломея» — шедевра забытого новозеландского гения кинематографа.

## В ролях
- Томас Робинс — Колин Маккензи
- Ричард Шортклифф — Брук Маккензи
- Сара Маклеод — Мэйбл
- Беатрис Эштон — Ханна Маккензи
- Питер Корриган — комик Стэн
- Джеффри Томас — закадровый текст

## Награды
- 1996 — New Zealand Film and TV Awards — приз за лучший телефильм в жанре драмы/комедии (Питер Джексон и Коста Боутс)
- 1997 — Кинофестиваль Fantasporto — приз зрительского жюри (Питер Джексон)